# Threskiornis melanocephalus
El ibis cabecinegro (Threskiornis melanocephalus) es una especie de ave pelecaniforme de la familia Threskiornithidae propia de Asia; se encuentra desde Japón y Filipinas hasta Pakistán. No se conocen subespecies.